# Algerije op de Olympische Zomerspelen 2016
Algerije was een van de deelnemende landen aan de Olympische Zomerspelen 2016 in Rio de Janeiro, Brazilië. Tot de selectie behoorden 64 atleten, actief in dertien sporten. Judoka Sonia Asselah droeg de Algerijnse vlag tijdens de openingsceremonie.

## Medailleoverzicht
| Sport    | Olympiër          | Discipline | Medaille |
| -------- | ----------------- | ---------- | -------- |
| Atletiek | Taoufik Makhloufi | 800 m      | Zilver   |
| Atletiek | Taoufik Makhloufi | 1500 m     | Zilver   |

## Deelnemers en resultaten
(m) = mannen, (v) = vrouwen 

### Atletiek
Mannen
Loopnummers
| atleet              | onderdeel           | voorrondes | voorrondes | series  | series | halve finale   | halve finale   | finale         | finale         |
| atleet              | onderdeel           | tijd       | rang       | tijd    | rang   | tijd           | rang           | tijd           | rang           |
| ------------------- | ------------------- | ---------- | ---------- | ------- | ------ | -------------- | -------------- | -------------- | -------------- |
| Amine Belferar      | 800 m               | n.v.t.     | n.v.t.     | 1.48,80 | 3 Q    | 1.46,55        | 7              | niet geplaatst | niet geplaatst |
| Yassine Hethat      | 800 m               | n.v.t.     | n.v.t.     | 1.46,81 | 3 Q    | 1.44,81        | 3              | niet geplaatst | niet geplaatst |
| Taoufik Makhloufi   | 800 m               | n.v.t.     | n.v.t.     | 1.49,17 | 1 Q    | 1.43,85        | 2 Q            | 1.42,61        | Zilver         |
| Taoufik Makhloufi   | 1500 m              | n.v.t.     | n.v.t.     | 3.46,82 | 1 Q    | 3.39,88        | 2 Q            | 3.50,11        | Zilver         |
| Salim Keddar        | 1500 m              | n.v.t.     | n.v.t.     | 3.40,63 | 11     | niet geplaatst | niet geplaatst | niet geplaatst | niet geplaatst |
| Abdelmalik Lahoulou | 400 m horden        | n.v.t.     | n.v.t.     | 48,62   | 1 Q    | 49,08          | 4              | niet geplaatst | niet geplaatst |
| Miloud Rahmouni     | 400 m horden        | n.v.t.     | n.v.t.     | 49,73   | 5      | niet geplaatst | niet geplaatst | niet geplaatst | niet geplaatst |
| Hicham Bouchicha    | 3000 m steeplechase | n.v.t.     | n.v.t.     | 8.33,61 | 8      | n.v.t.         | n.v.t.         | niet geplaatst | niet geplaatst |
| Ali Messaoudi       | 3000 m steeplechase | n.v.t.     | n.v.t.     | DSQ     | DSQ    | n.v.t.         | n.v.t.         | niet geplaatst | niet geplaatst |
| Bilal Tabti         | 3000 m steeplechase | n.v.t.     | n.v.t.     | 8.38,87 | 11     | n.v.t.         | n.v.t.         | niet geplaatst | niet geplaatst |
| El-Hadi Laameche    | marathon            | n.v.t.     | n.v.t.     | n.v.t.  | n.v.t. | n.v.t.         | n.v.t.         | DNF            | DNF            |
| Hakim Saadi         | marathon            | n.v.t.     | n.v.t.     | n.v.t.  | n.v.t. | n.v.t.         | n.v.t.         | 2:26.47        | 103            |

Meerkamp
| atleet         | onderdeel | onderdeel | 100 m | vs   | ks    | hs   | 400 m | 110 h | dw    | ph   | sw    | 1500 m  | totaal | rang |
| -------------- | --------- | --------- | ----- | ---- | ----- | ---- | ----- | ----- | ----- | ---- | ----- | ------- | ------ | ---- |
| Larbi Bourrada | tienkamp  | res.      | 10,75 | 7,52 | 13,78 | 2,10 | 47,98 | 14,15 | 42,39 | 4,60 | 66,49 | 4.14,60 | 8521   | 5    |
| Larbi Bourrada | tienkamp  | pnt.      | 917   | 940  | 715   | 896  | 910   | 955   | 713   | 790  | 836   | 849     | 8521   | 5    |

Vrouwen
Loopnummers
| atleet          | onderdeel           | voorrondes | voorrondes | series   | series | halve finale | halve finale | finale         | finale         |
| atleet          | onderdeel           | tijd       | rang       | tijd     | rang   | tijd         | rang         | tijd           | rang           |
| --------------- | ------------------- | ---------- | ---------- | -------- | ------ | ------------ | ------------ | -------------- | -------------- |
| Amina Bettiche  | 3000 m steeplechase | n.v.t.     | n.v.t.     | 10.26,91 | 18     | n.v.t.       | n.v.t.       | niet geplaatst | niet geplaatst |
| Souad Aït Salem | marathon            | n.v.t.     | n.v.t.     | n.v.t.   | n.v.t. | n.v.t.       | n.v.t.       | DNF            | DNF            |
| Kenza Dahmani   | marathon            | n.v.t.     | n.v.t.     | n.v.t.   | n.v.t. | n.v.t.       | n.v.t.       | 2:38.37        | 50             |

### Boksen
Mannen
| atleet               | onderdeel | eerste ronde           | tweede ronde               | kwartfinale              | halve finale         | finale               | rang |
| atleet               | onderdeel | tegenstander uitslag   | tegenstander uitslag       | tegenstander uitslag     | tegenstander uitslag | tegenstander uitslag | rang |
| -------------------- | --------- | ---------------------- | -------------------------- | ------------------------ | -------------------- | -------------------- | ---- |
| Mohamed Flissi       | –52 kg    | bye                    | D Asenov W met 3 – 0       | Y Finol V met 0 – 3      | niet geplaatst       | niet geplaatst       | 5    |
| Fahem Hammachi       | –56 kg    | R de Jesus V met 1 – 2 | niet geplaatst             | niet geplaatst           | niet geplaatst       | niet geplaatst       | 17   |
| Reda Benbaziz        | –60 kg    | M Abdelaal W met 3 – 0 | A Abdurashidov W met 3 – 0 | D Otgondalai V met 0 – 3 | niet geplaatst       | niet geplaatst       | 5    |
| Abdelkader Chadi     | –64 kg    | J Teixeira V 1 – 2     | niet geplaatst             | niet geplaatst           | niet geplaatst       | niet geplaatst       | 17   |
| Zohir Kedache        | –69 kg    | S Donnelly V 0 – 3     | niet geplaatst             | niet geplaatst           | niet geplaatst       | niet geplaatst       | 17   |
| Ilyas Abbadi         | –75 kg    | M Ngamissengue W 3 – 0 | Z Alimkhanuly V 0 – 3      | niet geplaatst           | niet geplaatst       | niet geplaatst       | 9    |
| Abdelhafid Benchabla | –81 kg    | bye                    | A Ramírez W 2 – 0          | J Buatsi V 0 – 3         | niet geplaatst       | niet geplaatst       | 5    |
| Chouaib Bouloudinats | –91 kg    | bye                    | K St. Pierre V 1 – 2       | niet geplaatst           | niet geplaatst       | niet geplaatst       | 9    |

### Gewichtheffen
Mannen
| atleet       | onderdeel | trekken | trekken | stoten | stoten | totaal | rang |
| atleet       | onderdeel | score   | rang    | score  | rang   | totaal | rang |
| ------------ | --------- | ------- | ------- | ------ | ------ | ------ | ---- |
| Walid Bidani | +105 kg   | 190     | 9       | 220    | 14     | 410    | 13   |

Vrouwen
| atleet               | onderdeel | trekken | trekken | stoten | stoten | totaal | rang |
| atleet               | onderdeel | score   | rang    | score  | rang   | totaal | rang |
| -------------------- | --------- | ------- | ------- | ------ | ------ | ------ | ---- |
| Fatima-Zohra Bouchra | +75 kg    | 87      | 16      | 105    | 15     | 192    | 15   |

### Gymnastiek
Mannen
| atleet            | onderdeel            | kwalificatie | kwalificatie | kwalificatie | kwalificatie | kwalificatie | kwalificatie | kwalificatie | kwalificatie | finale         | finale         | finale         | finale         | finale         | finale         | finale         | finale         |
| atleet            | onderdeel            | toestel      | toestel      | toestel      | toestel      | toestel      | toestel      | totaal       | positie      | toestel        | toestel        | toestel        | toestel        | toestel        | toestel        | totaal         | positie        |
| atleet            | onderdeel            | vloer        | voltige      | ringen       | sprong       | brug         | rekstok      | totaal       | positie      | vloer          | voltige        | ringen         | sprong         | brug           | rekstok        | totaal         | positie        |
| ----------------- | -------------------- | ------------ | ------------ | ------------ | ------------ | ------------ | ------------ | ------------ | ------------ | -------------- | -------------- | -------------- | -------------- | -------------- | -------------- | -------------- | -------------- |
| Mohamed Bourguieg | meerkamp individueel | 12,533       | 12,900       | 13,033       | 13,700       | 13,500       | 12,833       | 78,499       | 48           | niet geplaatst | niet geplaatst | niet geplaatst | niet geplaatst | niet geplaatst | niet geplaatst | niet geplaatst | niet geplaatst |

Vrouwen
| atleet          | onderdeel            | kwalificatie | kwalificatie | kwalificatie | kwalificatie | kwalificatie | kwalificatie | finale         | finale         | finale         | finale         | finale         | finale         |
| atleet          | onderdeel            | toestel      | toestel      | toestel      | toestel      | totaal       | positie      | toestel        | toestel        | toestel        | toestel        | totaal         | positie        |
| atleet          | onderdeel            | sprong       | brug         | balk         | vloer        | totaal       | positie      | sprong         | brug           | balk           | vloer          | totaal         | positie        |
| --------------- | -------------------- | ------------ | ------------ | ------------ | ------------ | ------------ | ------------ | -------------- | -------------- | -------------- | -------------- | -------------- | -------------- |
| Farah Boufadene | meerkamp individueel | 12,533       | 12,200       | 10,600       | 11,100       | 46,433       | 59           | niet geplaatst | niet geplaatst | niet geplaatst | niet geplaatst | niet geplaatst | niet geplaatst |

### Judo
Mannen
| atleet                | onderdeel | eerste ronde           | tweede ronde            | derde ronde                | kwartfinale          | halve finale         | herkansing           | finale / BM          | finale / BM |
| atleet                | onderdeel | tegenstander uitslag   | tegenstander uitslag    | tegenstander uitslag       | tegenstander uitslag | tegenstander uitslag | tegenstander uitslag | tegenstander uitslag | rang        |
| --------------------- | --------- | ---------------------- | ----------------------- | -------------------------- | -------------------- | -------------------- | -------------------- | -------------------- | ----------- |
| Houd Zourdani         | –66 kg    | bye                    | Y Kopinsky W 100 – 000  | T Davaadorjiin V 000 – 101 | niet geplaatst       | niet geplaatst       | niet geplaatst       | niet geplaatst       | 9           |
| Abderrahmane Benamadi | –90 kg    | S Juraev V 000 – 000 S | niet geplaatst          | niet geplaatst             | niet geplaatst       | niet geplaatst       | niet geplaatst       | niet geplaatst       | 33          |
| Lyes Bouyacoub        | –100 kg   | bye                    | I Remarenco W 010 – 000 | E Qasimov V 010 – 010 S    | niet geplaatst       | niet geplaatst       | niet geplaatst       | niet geplaatst       | 9           |
| Mohammed Amine Tayeb  | +100 kg   | n.v.t.                 | T Battulgyn W 010 – 000 | T Riner V 000 – 1000       | niet geplaatst       | niet geplaatst       | niet geplaatst       | niet geplaatst       | 9           |

Vrouwen
| atleet        | onderdeel | eerste ronde         | tweede ronde         | kwartfinale          | halve finale         | herkansing           | finale / BM          | finale / BM |
| atleet        | onderdeel | tegenstander uitslag | tegenstander uitslag | tegenstander uitslag | tegenstander uitslag | tegenstander uitslag | tegenstander uitslag | rang        |
| ------------- | --------- | -------------------- | -------------------- | -------------------- | -------------------- | -------------------- | -------------------- | ----------- |
| Sonia Asselah | +78 kg    | bye                  | Yu S V 000 – 100     | niet geplaatst       | niet geplaatst       | niet geplaatst       | niet geplaatst       | 9           |

### Roeien
Mannen
| atleet          | onderdeel | series  | series | herkansingen | herkansingen | kwartfinale | kwartfinale | halve finale | halve finale | finale  | finale |
| atleet          | onderdeel | tijd    | rang   | tijd         | rang         | tijd        | rang        | tijd         | rang         | tijd    | rang   |
| --------------- | --------- | ------- | ------ | ------------ | ------------ | ----------- | ----------- | ------------ | ------------ | ------- | ------ |
| Sid Ali Boudina | skiff     | 7.45,90 | 5 H    | 7.20,84      | 1 KF         | 7.13,59     | 5 HF C/D    | 7.37,19      | 5 FD         | 7.06,64 | 5      |

Vrouwen
| atleet      | onderdeel | series  | series | herkansingen | herkansingen | kwartfinale | kwartfinale | halve finale | halve finale | finale  | finale |
| atleet      | onderdeel | tijd    | rang   | tijd         | rang         | tijd        | rang        | tijd         | rang         | tijd    | rang   |
| ----------- | --------- | ------- | ------ | ------------ | ------------ | ----------- | ----------- | ------------ | ------------ | ------- | ------ |
| Amina Rouba | skiff     | 8.55,09 | 4 H    | 8.04,21      | 1 KF         | 8.21,06     | 6 HF C/D    | 8.22,34      | 5 FD         | 7.46,55 | 3      |

### Schermen
Mannen
| atleet        | onderdeel | eerste ronde         | tweede ronde         | derde ronde          | kwartfinale          | halve finale         | finale / BM          | finale / BM |
| atleet        | onderdeel | tegenstander uitslag | tegenstander uitslag | tegenstander uitslag | tegenstander uitslag | tegenstander uitslag | tegenstander uitslag | rang        |
| ------------- | --------- | -------------------- | -------------------- | -------------------- | -------------------- | -------------------- | -------------------- | ----------- |
| Victor Sintès | floret    | bye                  | R Kruse V 4 – 15     | niet geplaatst       | niet geplaatst       | niet geplaatst       | niet geplaatst       | 28          |

Vrouwen
| atleet           | onderdeel | eerste ronde         | tweede ronde         | derde ronde          | kwartfinale          | halve finale         | finale / BM          | finale / BM |
| atleet           | onderdeel | tegenstander uitslag | tegenstander uitslag | tegenstander uitslag | tegenstander uitslag | tegenstander uitslag | tegenstander uitslag | rang        |
| ---------------- | --------- | -------------------- | -------------------- | -------------------- | -------------------- | -------------------- | -------------------- | ----------- |
| Anissa Khelfaoui | floret    | bye                  | E Harvey V 6 – 15    | niet geplaatst       | niet geplaatst       | niet geplaatst       | niet geplaatst       | 20          |

### Schietsport
Mannen
| atleet         | onderdeel        | kwalificaties | kwalificaties | finale         | finale         |
| atleet         | onderdeel        | punten        | rang          | punten         | rang           |
| -------------- | ---------------- | ------------- | ------------- | -------------- | -------------- |
| Chafik Bouaoud | 10 m luchtgeweer | 612,1         | 47            | niet geplaatst | niet geplaatst |

### Voetbal
| Olympiër | Discipline | Resultaat | Prestatie |
| --- | ---------- | --------- | --------- |
| Abdelkader Salhi Miloud Rebiaï Ayoub Abdellaoui Abdelghani Demmou D Ryad Kenniche Mohamed Benkhemassa Baghdad Bounedjah D Haris Belkebla Mohamed Benkablia Abderrahmane Meziane Zakaria Haddouche Raouf Benguit Oussama Darfalou Sofiane Bendebka D Houari Ferhani Farid Chaâl Zakaria Draoui Rachid Aït-Atmane | mannen     | 9         | zie onder |

| Groep D |            |             |             |             |             |            |            |            |        |
| #       | Land       | Wedstrijden | Wedstrijden | Wedstrijden | Wedstrijden | Doelpunten | Doelpunten | Doelpunten | Punten |
| #       | Land       | G           | W           | G           | V           | V          | T          | Saldo      | Punten |
| 1       | Portugal   | 3           | 2           | 1           | 0           | 5          | 2          | +3         | 7      |
| 2       | Honduras   | 3           | 1           | 1           | 1           | 5          | 5          | 0          | 4      |
| 3       | Argentinië | 3           | 1           | 1           | 1           | 3          | 4          | −1         | 4      |
| 4       | Algerije   | 3           | 0           | 1           | 2           | 4          | 6          | −2         | 1      |

| Ronde        | Datum          | Lokale tijd    | MEZT           | Plaats         | Land           | Score          | Land           |
| ------------ | -------------- | -------------- | -------------- | -------------- | -------------- | -------------- | -------------- |
| groepsfase   | 4 augustus     | 15:00          | 20:00          | Rio de Janeiro | Honduras       | 3 – 2          | Algerije       |
| groepsfase   | 7 augustus     | 18:00          | 23:00          | Rio de Janeiro | Argentinië     | 2 – 1          | Algerije       |
| groepsfase   | 10 augustus    | 13:00          | 18:00          | Belo Horizonte | Algerije       | 1 – 1          | Portugal       |
|              |                |                |                |                |                |                |                |
| kwartfinale  | niet geplaatst | niet geplaatst | niet geplaatst | niet geplaatst | niet geplaatst | niet geplaatst | niet geplaatst |
|              |                |                |                |                |                |                |                |
| halve finale | niet geplaatst | niet geplaatst | niet geplaatst | niet geplaatst | niet geplaatst | niet geplaatst | niet geplaatst |
|              |                |                |                |                |                |                |                |
| finale       | niet geplaatst | niet geplaatst | niet geplaatst | niet geplaatst | niet geplaatst | niet geplaatst | niet geplaatst |

### Wielersport
Mannen
| atleet                | onderdeel    | tijd | rang           |
| --------------------- | ------------ | ---- | -------------- |
| Youcef Reguigui       | wegwedstrijd | DNF  | niet gefinisht |
| Abderrahmane Mansouri | wegwedstrijd | DNF  | niet gefinisht |

### Worstelen

#### Grieks-Romeins
Mannen
| atleet              | onderdeel             | eerste ronde         | tweede ronde         | kwartfinale          | halve finale         | herkansingen 1e ronde | herkansingen 2e ronde | finale / BM          | finale / BM |
| atleet              | onderdeel             | tegenstander uitslag | tegenstander uitslag | tegenstander uitslag | tegenstander uitslag | tegenstander uitslag  | tegenstander uitslag  | tegenstander uitslag | rang        |
| ------------------- | --------------------- | -------------------- | -------------------- | -------------------- | -------------------- | --------------------- | --------------------- | -------------------- | ----------- |
| Tarek Aziz Benaissa | –66 kg Grieks-Romeins | bye                  | R Tsarev W 3 – 0     | R Çunayev V 1 – 4    | niet geplaatst       | niet geplaatst        | niet geplaatst        | niet geplaatst       | 8           |
| Adem Boudjemline    | –85 kg Grieks-Romeins | bye                  | N Bayryakov V 0 – 3  | niet geplaatst       | niet geplaatst       | niet geplaatst        | niet geplaatst        | niet geplaatst       | 17          |
| Hemza Haloui        | –98 kg Grieks-Romeins | E Guri V 0 – 4       | niet geplaatst       | niet geplaatst       | niet geplaatst       | niet geplaatst        | niet geplaatst        | niet geplaatst       | 17          |

### Zeilen
Mannen
| atleet       | onderdeel | race | race | race | race | race     | race | race | race     | race | race     | race | race | race | netto punten | eindnotering |
| atleet       | onderdeel | 1    | 2    | 3    | 4    | 5        | 6    | 7    | 8        | 9    | 10       | 11   | 12   | M    | netto punten | eindnotering |
| ------------ | --------- | ---- | ---- | ---- | ---- | -------- | ---- | ---- | -------- | ---- | -------- | ---- | ---- | ---- | ------------ | ------------ |
| Hamza Bouras | RS:X      | 35   | 36   | 34   | 35   | DNF (37) | 26   | 31   | DNF (37) | 36   | DNF (37) | 36   | 24   | –    | 367          | 36           |

Vrouwen
| atleet                | onderdeel    | race     | race     | race     | race     | race     | race     | race     | race     | race     | race     | race   | race     | race | netto punten | eindnotering |
| atleet                | onderdeel    | 1        | 2        | 3        | 4        | 5        | 6        | 7        | 8        | 9        | 10       | 11     | 12       | M    | netto punten | eindnotering |
| --------------------- | ------------ | -------- | -------- | -------- | -------- | -------- | -------- | -------- | -------- | -------- | -------- | ------ | -------- | ---- | ------------ | ------------ |
| Katia Belabbas        | RS:X         | DNF (27) | DNF (27) | DNF (27) | DNF (27) | DNF (27) | 25       | DNF (27) | DNF (27) | DNF (27) | DNF (27) | 22     | DNF (27) | –    | 290          | 26           |
| Imène Cherif Sharaoui | Laser Radial | 33       | 35       | 35       | 34       | DNF (38) | DNF (38) | 35       | DNS (38) | DNS (38) | DNS (38) | n.v.t. | n.v.t.   | –    | 324          | 37           |

### Zwemmen
Mannen
| atleet           | onderdeel        | series | series | halve finale   | halve finale   | finale         | finale         |
| atleet           | onderdeel        | tijd   | rang   | tijd           | rang           | tijd           | rang           |
| ---------------- | ---------------- | ------ | ------ | -------------- | -------------- | -------------- | -------------- |
| Oussama Sahnoune | 50 m vrije slag  | 22,27  | 25     | niet geplaatst | niet geplaatst | niet geplaatst | niet geplaatst |
| Oussama Sahnoune | 100 m vrije slag | 49,20  | 31     | niet geplaatst | niet geplaatst | niet geplaatst | niet geplaatst |